# Перекатне
Перека́тне (каз. Перекатное) — село у складі Жаксинського району Акмолинської області Казахстану. Входить до складу Біловодського сільського округу.
Населення — 428 осіб (2021; 520 у 2009, 575 у 1999, 649 у 1989).
Національний склад станом на 1989 рік:
- росіяни — 28 %;
- казахи — 27 %.

Станом на 1989 рік село називалось селище Перекатна.